# Histoire du chemin de fer en Afrique orientale
 (septembre 2017).
Si vous disposez d'ouvrages ou d'articles de référence ou si vous connaissez des sites web de qualité traitant du thème abordé ici, merci de compléter l'article en donnant les références utiles à sa vérifiabilité et en les liant à la section « Notes et références ».
Histoire du chemin de fer en Afrique orientale, le transport ferroviaire a joué très tôt un rôle important dans le transport de pondéreux et de produits non périssables. L'Histoire du Chemin de fer en Afrique orientale a en effet visé l’accès aux Pays des Grands Lacs, qui s’effectue par deux grands corridors. Dans le corridor nord, via le Kenya, route et rail suivent le même tracé, de Mombasa à Kampala. Dans le corridor sud qui traverse la Tanzanie, les itinéraires ferroviaires et routiers, moins proches les uns des autres, relient Dar es-Salaam au lac Tanganyika, donnant accès au Burundi et au Sud Kivu.

## 1891
L'Histoire du Chemin de fer en Afrique orientale commence avec le Chemin de fer de l'Usambara qui est créé en 1891 pour relier le port de Tanga, sur l'océan Indien, au Lac Victoria, en passant au sud des Monts Usambara, un massif identifié par les botanistes comme ayant un grand potentiel pour la caféiculture.  C'est le premier chemin de fer de la région. À partir de 1890, des allemands réclament un lien ferroviaire entre l'Océan Indien et les trois grands lacs africains (Victoria, Tanganika et Nyassa). La loi du 17 avril 1886 a placé les colonies sous l'autorité directe de l'empereur et celle du 30 mars 1892 exige l'accord du Reichstag pour toute mesure coloniale qui aurait une incidence budgétaire. Ce dernier refuse accorder la garantie d'intérêts. Le chemin de fer de l'Usambara, est commencée en 1892 par une compagnie privée qui mettra dix ans à ouvrir la ligne, sans la rentabiliser. 
Après deux ans, la société est en faillite et n'a tracé que 40 km, jusqu'à Korogwe alors que débute deux ans et demi plus tard, en décembre 1895 à Mombasa, le chantier concurrent du Chemin de fer de l'Ouganda, achevé en 1903 par les Anglais, et qui relie l'Océan à Kisumu, sur la côte orientale du Lac Victoria, en 1901. Créée en 1888 et dirigée par William Mackinnon, la "Compagnie britannique de l'Afrique de l'Est", a l'encouragement du gouvernement britannique.

## 1899
Nationalisée en 1899, elle reprend la construction en 1903, très lentement.  L’objectif déclaré était de désenclaver le royaume de Buganda, considéré comme "la perle de l’empire" en Afrique orientale. À mi-parcours, une base technique est créée par les anglais en 1902, à l’origine de la ville kényane de Nairobi, née des contraintes liées à la construction de la voie ferrée. À la fin des années 1890, ce Chemin de fer de l'Ouganda anglais se heurte à de graves difficultés quelques années après lors de la Famine de 1899 au Kenya central. Le tracé est aussi très difficile, partant du port de Mombasa avec des tronçons en funiculaires à travers les Monts Kikuyu, à une altitude de 1660 mètres avant une redescente à 450 mètres dans le fossé du Lac Naivasha puis une remontée à 2500 mètres sur les Monts Mau, pour redescendre encore rapidement au Lac Victoria, à 1200 mètres. 
Vers 1910, sur le Chemin de fer de l'Usambara un embranchement est construit pour relier la ligne aux scieries de Neu-Hornow. Le 26 septembre 1911, la voie a atteint Moshi au mont Kilimanjaro après 351,4 km. En 1914, un train relie Tanga à Buiko tous les jours et continue jusqu'à Moshi deux jours par la semaine, trajet de 14 heures et 40 minutes. L'extension vers Arusha a déjà été planifiée mais n'a pas été construite en raison du début de la Première Guerre mondiale. 
Un autre projet de désenclavement est le chemin de fer Djibouti-Addis Abeba (1897-1917) construit par les Français. Les mêmes raisons techniques ont donné naissance à une ville de mi-parcours, Dirré Dawa, ville des cheminots, qui sans avoir l’importance de la capitale du Kenya comptera tout de même au XIXe siècle plus de 200 000 habitants.

## 1920
Ensuite, la colonie allemande d'Afrique orientale est devenue britannique et les anglais ont étendu son chemin de fer en 1929 à son point de terminaison actuel Arusha tout en la reliant au Chemin de fer de l'Ouganda.

## 1945
L'East African Railways and Harbours Corporation est créée en 1948 par fusion du Kenya and Uganda railway and harbour (KUR), créé en 1929 pour gérer le Chemin de fer de l'Ouganda, et du Tanganyika railways (TR), qui gère le réseau de Tanzanie. 
Des travaux de voie sont entrepris sur la ligne principale pour rectifier le tracé entre Nairobi et Kikuy et deux lignes nouvelles construites :
- Le Southern province railway, reliant Masasi et Nachingwea au port de Mtwara pour l'exportation de l'arachide, fermée rapidement après l'échec retentissant de cette nouvelle culture intensive.
- La ligne de 187 kilomètre reliant Mnyusi à Ruva, inaugurée en 1963,  qui permet de connecter tous les chemins de fer de l'est africain.

La ligne centrale, de Dar es Salaam à Kigoma et celle reliant Tanga à Arusha, sont unies par la transversale nord-sud Korogwe-Morogoro. 

Réseau de chemin de fer en Tanzanie

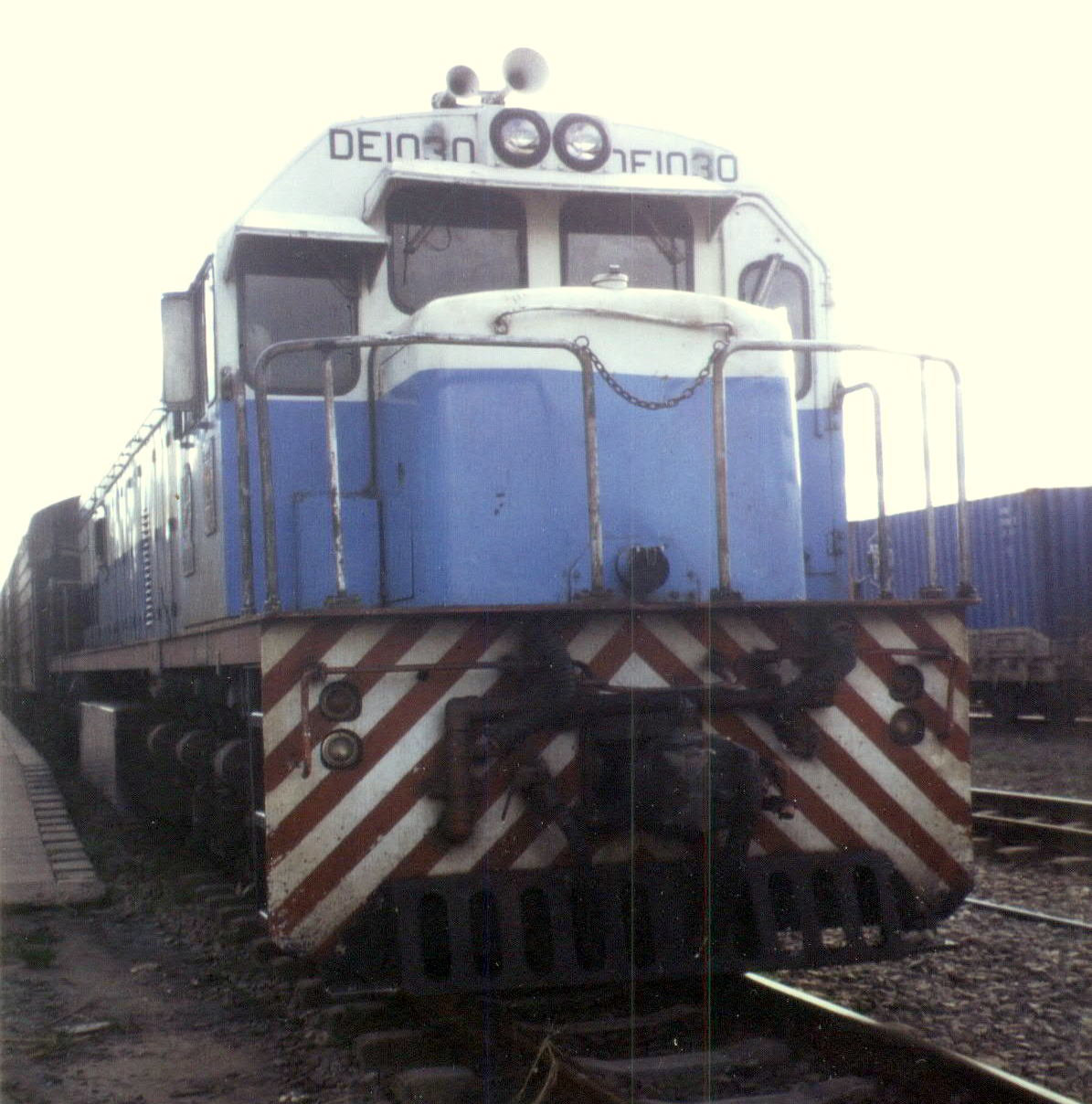
Une locomotive appartenant à la TAZARA.

## 1960
Peu après leurs indépendances, au début des années 1960, Tanzanie, Kenya et Ouganda signent un traité de coopération  mettant en commun 5 893 kilomètres de voies ferrées, 5 102 kilomètres de routes, 2 330 kilomètres de lignes de navigation, leurs services de manutention portuaire, les lignes aériennes, les services postaux et une chaîne hôtelière. 
Cette communauté a été dissoute en 1977. Le chemin de fer de l'Usambara est devenu partie de la  Tanzania Railways Corporation, reprise en 2007 par un investisseur indien.
Plus au sud, Le chemin de fer Tanzanie-Zambie', (TAZARA railroad en anglais) est construit dans les années 1970 pour donner à la Zambie un accès à la mer sans passer par la Rhodésie du Sud et l'Afrique du Sud, soumis à un régime d'apartheid.
Plus au nord, la Rift Valley Railways Consortium est une société privée créée en 2005 pour reprendre le Chemin de fer de l'Ouganda  et ses réseaux (Kenya Railways Corporation et Ouganda Railways Corporation). C'est une filiale de la société sud-africaine STCC, qui exploite déjà d'autres réseaux africains.  
La « Kenya and Uganda Railways and Harbours » regroupe les trains et ferries du Kenya et de l'Ouganda, de 1929 à 1948. Elle réalise en 1931 deux grandes extensions, de  Nakuru à  Kampala  et jusqu'au Mont Kenya.  
Un peu après 1930 aussi elle lance  service de passagers et cargo assuré par un navire à vapeur de 860 tonnes, le SS Robert Coryndon, entre  Butiaba, sur le  Lac Albert et Kasenyi sur le Lac George (Ouganda), décrit par Winston Churchill  comme "la plus belle bibliothèque flottante et par l'écrivain  Ernest Hemingway comme la magnificence des eaux[source insuffisante].